# Hamburger Sport-Verein 2005-2006
Questa voce raccoglie le informazioni riguardanti l'Hamburger Sport-Verein nelle competizioni ufficiali della stagione 2005-2006.

## Stagione
Nella stagione 2005-2006 l'Amburgo, allenato da Thomas Doll, concluse il campionato di Bundesliga al 3º posto. In Coppa di Germania l'Amburgo fu eliminato agli ottavi di finale dal Bayern Monaco. In Coppa Intertoto l'Amburgo superò il turno finale e guadagnò l'accesso in Coppa UEFA. In Coppa UEFA l'Amburgo fu eliminato agli ottavi di finale dal Rapid Bucarest.

## Rosa
| N. |                                 | Ruolo | Calciatore         |
| -- | ------------------------------- | ----- | ------------------ |
| 1  | Germania (bandiera)             | P     | Stefan Wächter     |
| 3  | Camerun (bandiera)              | D     | Thimothée Atouba   |
| 4  | Germania (bandiera)             | D     | Bastian Reinhardt  |
| 5  | Belgio (bandiera)               | D     | Daniel van Buyten  |
| 6  | Svizzera (bandiera)             | C     | Raphaël Wicky      |
| 7  | Iran (bandiera)                 | C     | Mehdi Mahdavikia   |
| 8  | Germania (bandiera)             | C     | Markus Karl        |
| 10 | Bosnia ed Erzegovina (bandiera) | A     | Sergej Barbarez    |
| 11 | Germania (bandiera)             | A     | Benjamin Lauth     |
| 12 | Germania (bandiera)             | P     | Sascha Kirschstein |
| 13 | Germania (bandiera)             | C     | Mario Fillinger    |
| 14 | Rep. Ceca (bandiera)            | C     | David Jarolím      |
| 15 | Germania (bandiera)             | C     | Piotr Trochowski   |
| 16 | Germania (bandiera)             | D     | René Klingbeil     |
| 18 | Germania (bandiera)             | C     | Oliver Hampel      |

| N. |                                 | Ruolo | Calciatore           |
| -- | ------------------------------- | ----- | -------------------- |
| 19 | Bosnia ed Erzegovina (bandiera) | A     | Mustafa Kučuković    |
| 20 | Costa d'Avorio (bandiera)       | D     | Guy Demel            |
| 21 | Paesi Bassi (bandiera)          | D     | Khalid Boulahrouz    |
| 22 | Germania (bandiera)             | C     | Stefan Beinlich      |
| 23 | Paesi Bassi (bandiera)          | C     | Rafael van der Vaart |
| 24 | Brasile (bandiera)              | A     | Ailton               |
| 26 | Germania (bandiera)             | D     | Volker Schmidt       |
| 27 | Germania (bandiera)             | C     | Alexander Laas       |
| 28 | Paesi Bassi (bandiera)          | C     | Nigel de Jong        |
| 29 | Germania (bandiera)             | P     | Wolfgang Hesl        |
| 31 | Ghana (bandiera)                | C     | Charles Takyi        |
| 32 | Giappone (bandiera)             | A     | Naohiro Takahara     |
| 35 | Germania (bandiera)             | D     | Boris Leschinski     |
| 36 | Germania (bandiera)             | P     | Fabian Lucassen      |
| 37 | Germania (bandiera)             | A     | Rouwen Hennings      |

## Organigramma societario
Area tecnica
- Allenatore: Thomas Doll
- Allenatore in seconda: Ralf Zumdick
- Preparatore dei portieri: Ronny Teuber
- Preparatori atletici:

## Calciomercato

### Sessione estiva
| Acquisti | Acquisti             | Acquisti           | Acquisti |
| R.       | Nome                 | da                 | Modalità |
| -------- | -------------------- | ------------------ | -------- |
| C        | Reto Ziegler         | Tottenham          |          |
| D        | Thimothée Atouba     | Tottenham          |          |
| D        | Guy Demel            | Borussia Dortmund  |          |
| C        | Mario Fillinger      | Chemnitz           |          |
| P        | Wolfgang Hesl        | Amburgo (juniores) |          |
| C        | Markus Karl          | Greuther Fürth     |          |
| C        | Rafael van der Vaart | Ajax               |          |
| C        | Daniel Ziebig        | Dinamo Dresda      |          |

| Cessioni | Cessioni            | Cessioni             | Cessioni |
| R.       | Nome                | da                   | Modalità |
| -------- | ------------------- | -------------------- | -------- |
| D        | Mišo Brečko         | Hansa Rostock        |          |
| C        | Leonhard Haas       | Augusta              |          |
| D        | Jean                | Feyenoord            |          |
| C        | Almami Moreira      | Standard Liegi       |          |
| P        | Martin Pieckenhagen | Heracles Almelo      |          |
| D        | Björn Schlicke      | Colonia              |          |
| A        | Eren Sen            | Thun Berner Oberland |          |

### Sessione invernale
| Acquisti | Acquisti      | Acquisti | Acquisti |
| R.       | Nome          | da       | Modalità |
| -------- | ------------- | -------- | -------- |
| C        | Nigel de Jong | Ajax     |          |
| A        | Ailton        | Beşiktaş |          |

| Cessioni | Cessioni      | Cessioni        | Cessioni |
| R.       | Nome          | da              | Modalità |
| -------- | ------------- | --------------- | -------- |
| C        | Daniel Ziebig | Energie Cottbus |          |
| C        | Reto Ziegler  | Wigan           |          |
| A        | Émile Mpenza  | Al-Rayyan       |          |

## Risultati

### Bundesliga

#### Girone di andata
| Arbitro: | Merk |

|                                    |           |  |
| Mpenza 3’ Barbarez 45’ (rig.), 59’ | Marcatori |  |

| Arbitro: | Fleischer |

|  |           |                                       |
|  | Marcatori | 78’ (rig.) Barbarez 90’ van der Vaart |

| Arbitro: | Stark |

|                |           |             |
| Mahdavikia 22’ | Marcatori | 20’ Štajner |

| Arbitro: | Sippel |

|           |           |                                            |
| Ruman 69’ | Marcatori | 43’ Wicky 56’ Mahdavikia 71’ van der Vaart |

| Arbitro: | Kinhöfer |

|                |           |         |
| van Buyten 85’ | Marcatori | 90’ Cha |

| Arbitro: | Fleischer |

|           |           |                               |
| Gómez 53’ | Marcatori | 32’ van der Vaart 88’ Jarolím |

| Arbitro: | Meyer |

|                                  |           |  |
| van der Vaart 10’ Trochowski 62’ | Marcatori |  |

| Arbitro: | Schmidt |

|  |           |                                     |
|  | Marcatori | 35’, 82’ van der Vaart 49’ Barbarez |

| Arbitro: | Stark |

|  |           |               |
|  | Marcatori | 19’ Klimowicz |

| Arbitro: | Kircher |

|               |           |                |
| Metzelder 58’ | Marcatori | 74’ Trochowski |

| Arbitro: | Fandel |

|                |           |  |
| Mahdavikia 19’ | Marcatori |  |

| Mönchengladbach 6 novembre 2005, ore 17:30 CET 12ª giornata | Borussia M'gladbach | 0 – 0 referto | Amburgo | Borussia-Park (53 466 spett.)\| Arbitro: \| Brych \| |
| Arbitro:                                                    | Brych               |               |         |                                                      |

| Arbitro: | Kinhöfer |

|                        |           |  |
| Barbarez 39’ Lauth 45’ | Marcatori |  |

| Arbitro: | Stark |

|  |           |             |
|  | Marcatori | 82’ Jarolím |

| Arbitro: | Drees |

|                                   |           |              |
| Atouba 42’ Lauth 53’ Barbarez 72’ | Marcatori | 57’ Schlicke |

| Arbitro: | Merk |

|                                          |           |             |
| van Burik 3’ (aut.) Mahdavikia 7’ (rig.) | Marcatori | 74’ Baştürk |

| Arbitro: | Meyer |

|            |           |               |
| Micoud 45’ | Marcatori | 67’ Kučuković |

#### Girone di ritorno
| Arbitro: | Gräfe |

|                         |           |                 |
| Saenko 67’ Kießling 73’ | Marcatori | 64’ (aut.) Wolf |

| Arbitro: | Schmidt |

|                             |           |            |
| Trochowski 51’ Barbarez 72’ | Marcatori | 25’ Boakye |

| Arbitro: | Kircher |

|                         |           |              |
| Żuraw 48’ Hashemian 72’ | Marcatori | 82’ Barbarez |

| Arbitro: | Weiner |

|               |           |  |
| Mahdavikia 6’ | Marcatori |  |

| Arbitro: | Fleischer |

|           |           |                               |
| Meier 42’ | Marcatori | 20’ Trochowski 52’ van Buyten |

| Arbitro: | Merk |

|  |           |                       |
|  | Marcatori | 43’ Meißner 90’ Gómez |

| Arbitro: | Meyer |

|            |           |                       |
| Scholl 83’ | Marcatori | 16’ Demel 89’ de Jong |

| Arbitro: | Wack |

|                                                         |           |  |
| Lauth 54’ Schönheim 61’ (aut.) van der Vaart 85’ (rig.) | Marcatori |  |

| Arbitro: | Brych |

|  |           |           |
|  | Marcatori | 23’ Lauth |

| Arbitro: | Gräfe |

|                      |           |                                          |
| Lauth 36’ Ailton 67’ | Marcatori | 26’ Smolarek 68’, 90’ Rosický 83’ Kringe |

| Arbitro: | Fleischer |

|  |           |                              |
|  | Marcatori | 57’ van der Vaart 80’ Ailton |

| Arbitro: | Kircher |

|                                       |           |  |
| van der Vaart 34’ (rig.) Takahara 90’ | Marcatori |  |

| Arbitro: | Kinhöfer |

|  |           |                              |
|  | Marcatori | 24’ (aut.) Möhrle 29’ Ailton |

| Arbitro: | Wagner |

|  |           |                      |
|  | Marcatori | 8’ Rolfes 77’ Freier |

| Arbitro: | Kircher |

|  |           |                      |
|  | Marcatori | 3’ (aut.) Sinkiewicz |

| Arbitro: | Stark |

|                                                  |           |                          |
| Neuendorf 13’ Madlung 55’ Kovač 69’ Pantelić 72’ | Marcatori | 10’ Trochowski 19’ Lauth |

| Arbitro: | Merk |

|              |           |                       |
| Barbarez 60’ | Marcatori | 27’ Klasnić 72’ Klose |

### Coppa di Germania
| Arbitro: | Brych |

|                  |           |                                                                 |
| Mesic 45’ (rig.) | Marcatori | 13’, 80’ (rig.) Barbarez 69’ Atouba 76’ Takahara 84’ Mahdavikia |

| Arbitro: | Weiner |

|                                       |           |                  |
| van Buyten 55’ Barbarez 62’ Wicky 84’ | Marcatori | 3’, 81’ Berbatov |

| Arbitro: | Kinhöfer |

|                 |           |  |
| Hargreaves 113’ | Marcatori |  |

### Coppa Intertoto
| Arbitro: | Kassai |

|                                             |           |              |
| Demel 49’ Laas 67’ Takyi 71’ Trochowski 72’ | Marcatori | 45’ Popovski |

| Arbitro: | Balaj |

|               |           |                                            |
| Ristovski 31’ | Marcatori | 38’ Mpenza 65’ Beinlich 79’ Karl 90’ Lauth |

| Arbitro: | Gilewski |

|  |           |                |
|  | Marcatori | 57’ Trochowski |

| Arbitro: | Briakos |

|                               |           |  |
| Barbarez 50’ (rig.) Lauth 76’ | Marcatori |  |

| Arbitro: | Bertini |

|  |           |                   |
|  | Marcatori | 49’ van der Vaart |

| Arbitro: | Kapitanis |

|                                  |           |  |
| Lauth 30’, 82’ van der Vaart 56’ | Marcatori |  |

| Arbitro: | Dougal |

|              |           |  |
| Barbarez 51’ | Marcatori |  |

| Valencia 23 agosto 2005, ore 22:00 CEST Finale | Valencia | 0 – 0 referto | Amburgo | Stadio di Mestalla (44 000 spett.)\| Arbitro: \| Duhamel \| |
| Arbitro:                                       | Duhamel  |               |         |                                                             |

### Coppa UEFA
| Arbitro: | Braamhaar |

|                   |           |                 |
| van der Vaart 37’ | Marcatori | 40’ van Heerden |

| Arbitro: | Messias |

|  |           |                          |
|  | Marcatori | 90’ (rig.) van der Vaart |

| Arbitro: | Proença |

|  |           |                   |
|  | Marcatori | 58’ van der Vaart |

| Arbitro: | Lajuks |

|                             |           |  |
| van der Vaart 21’ Lauth 65’ | Marcatori |  |

| Arbitro: | Rosetti |

|                           |           |  |
| Adebayor 43’ Veigneau 90’ | Marcatori |  |

| Arbitro: | Vázquez |

|                         |           |  |
| Barbarez 10’ Mpenza 57’ | Marcatori |  |

| Arbitro: | Hansson |

|             |           |  |
| Pimenta 30’ | Marcatori |  |

| Arbitro: | Yefet |

|                    |           |  |
| van Buyten 2’, 33’ | Marcatori |  |

| Arbitro: | Vassaras |

|                      |           |  |
| Niculae 45’ Buga 88’ | Marcatori |  |

| Arbitro: | Larsen |

|                                          |           |          |
| Lauth 24’ Barbarez 36’ van der Vaart 63’ | Marcatori | 51’ Buga |

## Statistiche

### Statistiche di squadra
| Competizione      | Punti | In casa | In casa | In casa | In casa | In casa | In casa | In trasferta | In trasferta | In trasferta | In trasferta | In trasferta | In trasferta | Totale | Totale | Totale | Totale | Totale | Totale | DR  |
| Competizione      | Punti | G       | V       | N       | P       | Gf      | Gs      | G            | V            | N            | P            | Gf           | Gs           | G      | V      | N      | P      | Gf     | Gs     | DR  |
| ----------------- | ----- | ------- | ------- | ------- | ------- | ------- | ------- | ------------ | ------------ | ------------ | ------------ | ------------ | ------------ | ------ | ------ | ------ | ------ | ------ | ------ | --- |
| Bundesliga        | 68    | 17      | 10      | 2       | 5       | 26      | 16      | 17           | 11           | 3            | 3            | 27           | 14           | 34     | 21     | 5      | 8      | 53     | 30     | +23 |
| Coppa di Germania | -     | 1       | 1       | 0       | 0       | 3       | 2       | 2            | 1            | 0            | 1            | 5            | 2            | 3      | 2      | 0      | 1      | 8      | 4      | +4  |
| Coppa Intertoto   | -     | 4       | 4       | 0       | 0       | 10      | 1       | 4            | 3            | 1            | 0            | 6            | 1            | 8      | 7      | 1      | 0      | 16     | 2      | +14 |
| Coppa UEFA        | -     | 5       | 4       | 1       | 0       | 10      | 2       | 5            | 2            | 0            | 3            | 2            | 5            | 10     | 6      | 1      | 3      | 12     | 7      | +5  |
| Totale            | 68    | 27      | 19      | 3       | 5       | 49      | 21      | 28           | 17           | 4            | 7            | 40           | 22           | 55     | 36     | 7      | 12     | 89     | 43     | +46 |

### Andamento in campionato
| Giornata  | 1 | 2 | 3 | 4 | 5 | 6 | 7 | 8 | 9 | 10 | 11 | 12 | 13 | 14 | 15 | 16 | 17 | 18 | 19 | 20 | 21 | 22 | 23 | 24 | 25 | 26 | 27 | 28 | 29 | 30 | 31 | 32 | 33 | 34 |
| --------- | - | - | - | - | - | - | - | - | - | -- | -- | -- | -- | -- | -- | -- | -- | -- | -- | -- | -- | -- | -- | -- | -- | -- | -- | -- | -- | -- | -- | -- | -- | -- |
| Luogo     | C | T | C | T | C | T | C | T | C | T  | C  | T  | C  | T  | C  | C  | T  | T  | C  | T  | C  | T  | C  | T  | C  | T  | C  | T  | C  | T  | C  | T  | T  | C  |
| Risultato | V | V | N | V | N | V | V | V | P | N  | V  | N  | V  | V  | V  | V  | N  | P  | V  | P  | V  | V  | P  | V  | V  | V  | P  | V  | V  | V  | P  | V  | P  | P  |
| Posizione | 3 | 3 | 3 | 3 | 3 | 2 | 2 | 2 | 3 | 3  | 3  | 3  | 3  | 2  | 2  | 2  | 2  | 3  | 3  | 3  | 2  | 2  | 3  | 3  | 2  | 2  | 2  | 2  | 2  | 2  | 2  | 2  | 2  | 3  |

Legenda:

Luogo: C = Casa; T = Trasferta. Risultato: V = Vittoria; N = Pareggio; P = Sconfitta.

### Statistiche dei giocatori
| Giocatore        | Bundesliga | Bundesliga | Bundesliga  | Bundesliga | Coppa di Germania | Coppa di Germania | Coppa di Germania | Coppa di Germania | Coppa Intertoto | Coppa Intertoto | Coppa Intertoto | Coppa Intertoto | Coppa UEFA | Coppa UEFA | Coppa UEFA  | Coppa UEFA | Totale   | Totale | Totale      | Totale     |
| Giocatore        | Presenze   | Reti       | Ammonizioni | Espulsioni | Presenze          | Reti              | Ammonizioni       | Espulsioni        | Presenze        | Reti            | Ammonizioni     | Espulsioni      | Presenze   | Reti       | Ammonizioni | Espulsioni | Presenze | Reti   | Ammonizioni | Espulsioni |
| ---------------- | ---------- | ---------- | ----------- | ---------- | ----------------- | ----------------- | ----------------- | ----------------- | --------------- | --------------- | --------------- | --------------- | ---------- | ---------- | ----------- | ---------- | -------- | ------ | ----------- | ---------- |
| A. Ailton        | 13         | 3          | 1           | 0          | 0                 | 0                 | 0                 | 0                 | 0               | 0               | 0               | 0               | 0          | 0          | 0           | 0          | 13       | 3      | 1           | 0          |
| T. Atouba        | 31         | 1          | 7           | 0          | 3                 | 1                 | 1                 | 0                 | 6               | 0               | 1               | 0               | 8          | 0          | 1           | 0          | 48       | 2      | 10          | 0          |
| S. Barbarez      | 33         | 9          | 9           | 0          | 3                 | 3                 | 1                 | 0                 | 5               | 2               | 1               | 1               | 9          | 2          | 2           | 0          | 50       | 16     | 13          | 1          |
| S. Beinlich      | 16         | 0          | 5           | 0          | 2                 | 0                 | 0                 | 0                 | 8               | 1               | 1               | 0               | 4          | 0          | 1           | 0          | 30       | 1      | 7           | 0          |
| C. Benjamin      | 0          | 0          | 0           | 0          | 0                 | 0                 | 0                 | 0                 | 1               | 0               | 0               | 0               | 0          | 0          | 0           | 0          | 1        | 0      | 0           | 0          |
| K. Boulahrouz    | 28         | 0          | 7           | 0          | 2                 | 0                 | 1                 | 0                 | 6               | 0               | 2               | 0               | 6          | 0          | 0           | 2          | 42       | 0      | 10          | 2          |
| M. Brečko        | 0          | 0          | 0           | 0          | 0                 | 0                 | 0                 | 0                 | 0               | 0               | 0               | 0               | 0          | 0          | 0           | 0          | 0        | 0      | 0           | 0          |
| D. van Buyten    | 27         | 2          | 1           | 1          | 3                 | 1                 | 2                 | 0                 | 5               | 0               | 0               | 0               | 10         | 2          | 2           | 0          | 45       | 5      | 5           | 1          |
| G. Demel         | 22         | 1          | 4           | 0          | 2                 | 0                 | 1                 | 0                 | 6               | 1               | 3               | 0               | 9          | 0          | 1           | 0          | 39       | 2      | 9           | 0          |
| M. Fillinger     | 2          | 0          | 0           | 0          | 0                 | 0                 | 0                 | 0                 | 0               | 0               | 0               | 0               | 0          | 0          | 0           | 0          | 2        | 0      | 0           | 0          |
| O. Hampel        | 0          | 0          | 0           | 0          | 0                 | 0                 | 0                 | 0                 | 0               | 0               | 0               | 0               | 0          | 0          | 0           | 0          | 0        | 0      | 0           | 0          |
| R. Hennings      | 0          | 0          | 0           | 0          | 0                 | 0                 | 0                 | 0                 | 0               | 0               | 0               | 0               | 0          | 0          | 0           | 0          | 0        | 0      | 0           | 0          |
| W. Hesl          | 0          | 0          | 0           | 0          | 0                 | 0                 | 0                 | 0                 | 0               | 0               | 0               | 0               | 0          | 0          | 0           | 0          | 0        | 0      | 0           | 0          |
| D. Jarolím       | 31         | 2          | 10          | 0          | 3                 | 0                 | 1                 | 0                 | 7               | 0               | 1               | 0               | 8          | 0          | 4           | 1          | 49       | 2      | 16          | 1          |
| M. Karl          | 3          | 0          | 0           | 0          | 0                 | 0                 | 0                 | 0                 | 4               | 1               | 0               | 0               | 0          | 0          | 0           | 0          | 7        | 1      | 0           | 0          |
| S. Kirschstein   | 14         | 0          | 1           | 0          | 1                 | 0                 | 0                 | 0                 | 0               | 0               | 0               | 0               | 2          | 0          | 0           | 0          | 17       | 0      | 1           | 0          |
| R. Klingbeil     | 18         | 0          | 2           | 0          | 1                 | 0                 | 0                 | 0                 | 6               | 0               | 1               | 0               | 5          | 0          | 0           | 0          | 30       | 0      | 3           | 0          |
| M. Kučuković     | 5          | 1          | 0           | 0          | 1                 | 0                 | 0                 | 0                 | 1               | 0               | 0               | 0               | 3          | 0          | 1           | 0          | 10       | 1      | 1           | 0          |
| A. Laas          | 5          | 0          | 0           | 0          | 0                 | 0                 | 0                 | 0                 | 2               | 1               | 0               | 0               | 4          | 0          | 0           | 0          | 11       | 1      | 0           | 0          |
| B. Lauth         | 31         | 6          | 5           | 0          | 3                 | 0                 | 0                 | 0                 | 8               | 4               | 1               | 0               | 8          | 2          | 2           | 0          | 50       | 12     | 8           | 0          |
| B. Leschinski    | 0          | 0          | 0           | 0          | 0                 | 0                 | 0                 | 0                 | 0               | 0               | 0               | 0               | 0          | 0          | 0           | 0          | 0        | 0      | 0           | 0          |
| F. Lucassen      | 0          | 0          | 0           | 0          | 0                 | 0                 | 0                 | 0                 | 0               | 0               | 0               | 0               | 0          | 0          | 0           | 0          | 0        | 0      | 0           | 0          |
| M. Mahdavikia    | 31         | 5          | 3           | 0          | 3                 | 1                 | 0                 | 0                 | 1               | 0               | 0               | 0               | 9          | 0          | 0           | 0          | 44       | 6      | 3           | 0          |
| É. Mpenza        | 10         | 1          | 0           | 0          | 0                 | 0                 | 0                 | 0                 | 7               | 1               | 0               | 0               | 4          | 1          | 0           | 0          | 21       | 3      | 0           | 0          |
| B. Reinhardt     | 14         | 0          | 0           | 0          | 1                 | 0                 | 0                 | 0                 | 4               | 0               | 0               | 0               | 2          | 0          | 0           | 0          | 21       | 0      | 0           | 0          |
| V. Schmidt       | 0          | 0          | 0           | 0          | 0                 | 0                 | 0                 | 0                 | 3               | 0               | 0               | 0               | 0          | 0          | 0           | 0          | 3        | 0      | 0           | 0          |
| N. Takahara      | 21         | 1          | 1           | 0          | 2                 | 1                 | 0                 | 0                 | 3               | 0               | 0               | 0               | 7          | 0          | 0           | 0          | 33       | 2      | 1           | 0          |
| C. Takyi         | 1          | 0          | 0           | 0          | 0                 | 0                 | 0                 | 0                 | 1               | 1               | 0               | 0               | 1          | 0          | 0           | 0          | 3        | 1      | 0           | 0          |
| P. Trochowski    | 32         | 5          | 1           | 0          | 3                 | 0                 | 0                 | 0                 | 7               | 2               | 0               | 0               | 9          | 0          | 0           | 0          | 51       | 7      | 1           | 0          |
| R. Wicky         | 18         | 1          | 5           | 0          | 3                 | 1                 | 0                 | 0                 | 5               | 0               | 1               | 0               | 9          | 0          | 2           | 0          | 35       | 2      | 8           | 0          |
| S. Wächter       | 20         | 0          | 0           | 0          | 2                 | 0                 | 0                 | 0                 | 8               | 0               | 0               | 0               | 8          | 0          | 0           | 0          | 38       | 0      | 0           | 0          |
| D. Ziebig        | 0          | 0          | 0           | 0          | 0                 | 0                 | 0                 | 0                 | 0               | 0               | 0               | 0               | 0          | 0          | 0           | 0          | 0        | 0      | 0           | 0          |
| R. Ziegler       | 8          | 0          | 0           | 0          | 2                 | 0                 | 0                 | 0                 | 0               | 0               | 0               | 0               | 3          | 0          | 1           | 0          | 13       | 0      | 1           | 0          |
| N. de Jong       | 12         | 1          | 6           | 0          | 0                 | 0                 | 0                 | 0                 | 0               | 0               | 0               | 0               | 3          | 0          | 0           | 1          | 15       | 1      | 6           | 1          |
| R. van der Vaart | 19         | 9          | 4           | 1          | 2                 | 0                 | 0                 | 0                 | 7               | 2               | 0               | 0               | 8          | 5          | 3           | 0          | 36       | 16     | 7           | 1          |